# Сульфат плутония(IV)
Сульфат плутония(IV) — неорганическое соединение,
соль плутония и серной кислоты
с формулой Pu(SO4)2,
светло-розовые кристаллы,
растворяется в воде,
образует кристаллогидраты.

## Получение
- Смесь оксида плутония(IV) с концентрированной серной кислотой с добавками плавиковой упаривают в платиновой чашке:

{\displaystyle {\mathsf {PuO_{2}+2H_{2}SO_{4}\ {\xrightarrow {HF}}\ Pu(SO_{4})_{2}+2H_{2}O}}}
- Раствор сульфата плутония осаждают смесью метанола и разбавленной серной кислоты, при этом выпадает кристаллогидрат.

## Физические свойства
Сульфат плутония(IV) образует светло-розовые кристаллы.
Хорошо растворяется в воде.
Образует кристаллогидрат состава Pu(SO4)2•4H2O — светло-розовые кристаллы
ромбической сингонии,
пространственная группа F ddd,
параметры ячейки a = 0,56011 нм, b = 1,20323 нм, c = 2,6525 нм, Z = 8
.

## Химические свойства
- С сульфатами щелочных металлов образует двойные соли состава M4[Pu(SO4)4]•nH2O.